# Udvar
Udvar é um município da Hungria, situado no condado de Baranya. Tem 4,4 km² de área e sua população em 2019 foi estimada em 103 habitantes.